# Schelto van Heemstra
Schelto, baron van Heemstra (14. listopadu 1807 Groningen – 20. prosince 1864 Maartensdijk) byl nizozemský politik. V letech 1861 až 1862 byl předsedou vlády, strávil v úřadě 2 měsíce a 22 dní. Začínal jako liberál, postupně se zařadil spíše mezi konzervativce.

## Život
Vystudoval práva na univerzitě v Groningenu, doktorát získal roku 1830. Po krátkém období, kdy pracoval jako advokát v Leeuwardenu, byl v roce 1830 jmenován soudcem pro Doniawerstal. Zúčastnil se desetidenního neúspěšného vojenského tažení s cílem zabránit odštěpení Belgie v roce 1831. V roce 1840 se stal soudcem pro Oostdongeradeel.
Roku 1844 prvně vstoupil do sněmovny (jejím členem v letech 1844-1849, 1849–1850 a 1862–1864). Byl součástí skupiny vedené Johanem Rudolphem Thorbeckem nazývané „devítka“, která připravovala změny nizozemské ústavy. Ačkoli byl návrh v roce 1845 zamítnut, vedl posléze k ústavní reformě v revolučním roce 1848 a svým způsobem začátku moderní nizozemské demokracie, včetně ustavení funkce předsedy vlády. Roku 1848 také prvně vstoupil do vlády, jako ministr pro náboženské otázky (mimo katolických).
V letech 1850 až 1858 byl královským komisařem pro Utrecht a v letech 1858 až 1860 pro Zeeland. V roce 1852 odmítl jmenování generálním guvernérem Surinamu. V březnu 1861 byl jmenován ministrem vnitra ve Van Hallově kabinetu. Byl zodpovědný za zavedení legislativy pro výstavbu státních železnic.
Po rezignaci Jacoba van Zuylena van Nijevelta v listopadu 1861 se stal předsedou vlády, avšak tehdy již za silného odporu thorbeckovců. Jeho návrh státního rozpočtu byl již v prosinci téhož roku zamítnut parlamentem, což vedlo k rychlému pádu vlády. Formálně rezignovala v únoru 1862. V roce 1862 mu byl udělen čestný titul státního ministra. Byl též později vyznamenán Řádem nizozemského lva a Řádem dubové koruny.